# جامعة إيلون
جامعة إيلون (بالإنجليزية: Elon University)‏ هي جامعة خاصة في إيلون بولاية كارولينا الشمالية بالولايات المتحدة. تأسست في 1889 باسم كلية إيلون، تتكون الجامعة من ست مدارس، تقدم معظمها درجات البكالوريوس والعديد منها يقدم درجات الماجستير أو الدكتوراه المهنية.
تقع جامعة إيلون في منطقة بيدمونت بولاية كارولينا الشمالية، في حرم جامعي تبلغ مساحته 656 فدانًا بين مدينتي غرينزبورو ورالي. أقل من عشرين بالمائة من طلاب إيلون الجامعيين هم من ولاية كارولينا الشمالية.

## التاريخ
تأسست الجامعة من قبل جمعية الإتصال المسيحي، والتي أصبحت فيما بعد جزءًا من كنيسة المسيح المتحدة. صدر ميثاق كلية إيلون من قبل الهيئة التشريعية لولاية كارولينا الشمالية في عام 1889. كان ويليام س. لونج أول رئيس، وتألفت الهيئة الطلابية الأصلية من 76 طالبًا. في عام 1923، دمر حريق معظم الحرم الجامعي، بما في ذلك السجلات المدرسية والفصول الدراسية والمكتبة والمصلى. صوت مجلس الأمناء لإعادة البناء على الفور. لا تزال العديد من المباني التي تم تشييدها في السنوات التي أعقبت الحريق قائمة وتشكل حجر الأساس لحرم إيلون الجامعي.
التحق معظم سكان كارولينا الشمالية لسنوات عديدة بجامعة إيلون، حيث بدأت إيلون في تسجيل أعداد كبيرة من الطلاب من ولايات وسط المحيط الأطلسي في منتصف السبعينيات، وبدأت في تحسين معاييرها الأكاديمية للقبول. بحلول بداية القرن الحادي والعشرين، جاء حوالي 68 بالمائة من طلاب إيلون من خارج الولاية ولم يتم قبولهم إلا إذا حققوا معايير أكاديمية عالية. أصبحت إيلون بكونها جامعة انتقائية، وبحلول عام 2013، كان 82٪ من الطلاب الوافدين من خارج الولاية. كان تحول إيلون موضوع دراسة أكاديمية أجراها جورج كيلر من جامعة بنسلفانيا بعنوان تحويل الكلية: قصة الصعود الاستراتيجي للكلية الصغيرة إلى مراتب التميز الوطني. وصفت الدراسة، التي نشرتها مطبعة جامعة جونز هوبكنز، كيف حولت إيلون نفسها من كلية دينية إقليمية إلى جامعة انتقائية معترف بها على المستوى الوطني.
لم تعد جامعة إيلون تابعًا لكنيسة المسيح المتحدة. ينص بيان رسالة إيلون على أن الجامعة «تتبنى رؤية مؤسسيها لمجتمع أكاديمي يغير العقل والجسد والروح ويشجع حرية الفكر وحرية الضمير» ويؤكد التزامها بـ «رعاية مجتمع فكري غني يتميز بالطالب. التعامل مع هيئة تدريس مكرسة للتدريس المتميز والإنجاز العلمي».
في 9 أكتوبر 2017، انتخب مجلس أمناء إيلون الدكتور كونستانس «كوني» ليدوكس بوك كرئيس تاسع للجامعة. أصبحت بوك أول امرأة تتولى رئاسة إيلون في 1 مارس 2018.

## الحياة الدراسية

### القبول
بالنسبة لفئة 2024، تلقت الجامعة ما يقرب من 15306 طلبات القبول. من مجموعة الطلبات، التحق حوالي 1,587 طالبًا بمعدل قبول 71٪. كان متوسط درجة الطالب القادم إلى جامعة إيلون في دفعة عام 2024 بمعدل 4.04، ومتوسط درجة اختبار سات 1233، ومتوسط درجات اختبار إيه سي تي 27.

### الكليات
يتم تقديم برامج الماجستير في إدارة الأعمال، وتحليلات الأعمال، والمحاسبة، والوسائط التفاعلية، والتعليم، ودراسات مساعد الطبيب، وتشمل برامج الدكتوراه العلاج الطبيعي والقانون. تعمل الجامعة وفقًا لتقويم أكاديمي 4-1-4، بما في ذلك فصل دراسي مدته أربعة أسابيع في يناير يُعرف باسم فصل الشتاء.
- كلية الآداب والعلوم
- مدرسة مارثا وسبنسر لوف للأعمال
- مدرسة الاتصالات
- كلية الحقوق
- كلية العلوم الصحية
- مدرسة التربية

### التصنيفات
صنفت مجلة يو إس نيوز آند وورلد ريبورت الجامعة في المرتبة 83 بشكل عام بين الجامعات الوطنية والمرتبة الأولى في الدولة «لأفضل تعليم جامعي». تم تصنيف الجامعة في المرتبة التاسعة بين الجامعات الوطنية الأكثر ابتكارًا.

## خريجون بارزون
- كاب كلارك، لاعب كرة قاعدة أمريكي، ولد في 19 سبتمبر 1906.
- غرانت غستن، ممثل ومغني أمريكي من مواليد 14 يناير 1990.
- درو كوبل، حكم كرة قاعدة أمريكي، ولد في 18 ديسمبر 1947.
- جيمي أوبراين، ممثلة أمريكية، ولدت في 9 أبريل 1988.
- بيلي ديفاني، مدير عام أمريكي، ولد في 7 مارس 1955.
- بليك راسيل، عداءة مراثونية أمريكية، ولدت في 24 يوليو 1975.
- برنت سكستون، ممثل أمريكي، ولد في 12 أغسطس 1967.
- باتسي لونش، مصورة أمريكية، ولدت في 21 يوليو 1953.
- لورين آدامز، ممثلة أمريكية، ولدت في 7 أغسطس 1982.
- كريستوفر ونايت، منتج أفلام أمريكي، ولد في 1973.
- كريس وود، ممثل تلفزيون أمريكي، ولد في دبلن، أوهايو.
- ويس دورهام، معلق رياضي أمريكي، ولد في 25 يناير 1966.
- هاريس بليك، سياسي أمريكي، ولد في 3 نوفمبر 1929.
- نات روبرتسون، سياسي أمريكي، ولد في 1963.
- ليزا غولدستن، ممثلة أمريكية، ولدت في لونغ آيلند.